# Allen Brown
Allen Brown (Natchez, Mississippi, 1943. március 2. – Natchez, 2020. január 27.) Super Bowl-győztes amerikai amerikaifutball-játékos.

## Pályafutása
A Mississippi egyetemi csapatában játszott. 1966–67-ben a Packers játékosa volt. Kettő NFL bajnoki címet nyert a csapattal. Tagja volt az első két Super Bowl-t elnyerő csapatnak. 1967-ben a történelem első Super Bowlján a Packers 35–10-re nyert a Kansas City Chiefs ellen, majd 1968-ban a második Super Bowlban az Oakland Raiderst győzte le 33–14-re.

## Sikerei, díjai
- Super Bowl
  - győztes (2): 1967, 1968
- National Football League
  - győztes (2): 1966, 1967